# 神鉄有馬ユースピア
神鉄有馬ユースピア（しんてつありまユースピア）は神戸電鉄グループが神戸市北区の有馬温泉近くに建設を計画していた大型総合レジャーエリアである。
1981年（昭和56年）の開業にむけて計画が進んでいた。

## 概要
有馬ます池や有馬ヘルスセンター、有馬ビューホテルなど、有馬温泉のレジャー開発に注力していた神戸電鉄グループが有馬温泉に建設を計画していた大型総合レジャーランドである。
水無丘陵に広がる約210,000平方メートルの広大な丘陵地帯に、多種多様なレジャー施設とホテルが建設される予定であった。1981年（昭和56年）開催の神戸ポートアイランド博覧会にあわせて同年のオープンを目指しており、子会社の建設・測量会社である神鉄設計（現：阪急設計コンサルタント）には実際に各種業務を発注するなど、着々とその準備が進められていた。
このため、1980年頃に発行された各種雑誌や書籍には同施設の詳細が記されているほか、阪急電鉄の広報誌「TOKK」では「ヤングのための総合レジャーランド『神鉄有馬ユースピア』が誕生します。」など開業が間近に迫っている様子を伝える記事も掲載された。
1980年10月15日〜1981年3月20日には、水理地地質調査が実施された。

## 主な施設
- 人工スキー場 - 白色の人工芝に発泡スチロールと薬剤を散布して建設される予定であった。完成していれば人工スキー場としては日本最大のものとなっていた。幅40メートル、長さ540メートルで、傾斜は10度〜25度、ナイター照明も設置される予定であった[1]。
- ボブスレー場 - 全長674メートルのものが建設される予定であった。1人乗りコースで高低差は130メートルとして設計されていた[1]。
- シンボルタワー - 高さ100メートルの超巨大高層タワーが標高505メートルの位置に建設される予定であった[1]。
- 野外音楽用ステージ - 1000人が収容できる大型の野外音楽用ステージが建設予定であった[1]。
- ホテル - 有馬ビューホテルなどでホテル経営のノウハウがあった神戸電鉄グループが建設する予定であった[1]。
- エキシビジョンホール - コンサートやスポーツが行えるホールの建設を予定していた[1]。
- レストハウス[1]
- 遊歩道 - 新有馬に自然を生かした大レクリエーションの場造成の第一歩として、1971年2月14日、通称水無山に幅1.5メートルの遊歩道を1700メートルにわたって完成した。[6]
- 新有馬千本桜 - 1976年の神戸電鉄創立50周年記念として、新有馬ユースピアの予定地である神戸市北区有野町唐櫃字水無山ほかに山桜や染井吉野の記念植樹を行った。[7]

## アクセス
神戸電鉄新有馬駅が最寄り駅である。この大型総合レジャーランドの建設計画があったため、新有馬駅は営業休止後も廃止されずに残存していた（2013年に正式に廃止）。